# Slatnik
Slatnik je obcestno naselje v Občini Ribnica. Leži na severnem robu ribniškega polja, na prisojnem pobočju. Tri hiše stojijo ob cesti Žlebič - Sodražica. Na zahodu se vzpenja Sv. Marko (627 m), na severu pa Goščič (579 m). Pod vasjo teče Zapotoški potok, ki se v bližini izliva v ponikalnico Bistrico. Ob njem so na ilovnatih tleh večinoma travniki.
V vasi stoji kapela, obnovljena leta 1990. V njej je kip lurške matere božje in križ. Znotraj jo osvetljuje steklen lestenec.
Zanimivost vasi so hišna imena, ki so obešena na vsaki hiši poleg hišne številke.